# River (chanson)
Pour les articles homonymes, voir River.
Singles par Eminem
Walk on Water
(2017) Nowhere Fast
(2018)
Singles par Ed Sheeran
Perfect
(2017) Happier
(2018)
River est une chanson du rappeur américain Eminem en duo avec le chanteur Ed Sheeran, sortie le 5 janvier 2018. C'est le second single extrait du neuvième album studio du rappeur, Revival (2017).
La chanson rencontre le succès, en se classant numéro 1 notamment sur iTunes au Royaume-Uni, 11e au Billboard Hot 100 ou encore dans le top 10 iTunes de plus de 15 pays (Australie, Canada, Suède, Afrique du Sud, etc.).

## Historique
Dans une interview donnée à Billboard, Ed Sheeran explique avoir reçu un mail de Paul Rosenberg, manager d’Eminem, en mars 2016 :

« J'étais en voyage en Australie et Russell Crowe possède une grande ferme avec un studio d'enregistrement. J'ai reçu un e-mail de Paul Rosenberg, le manager d'Eminem, qui disait : “On va commencer à assembler l'album. Envoie-nous des idées.” J'ai donc utilisé le studio de Russell, joué la partie à la batterie, la guitare, enregistré le tout, fait le refrain et ajouté du piano par-dessus, et j'ai tout envoyé. Et puis je n'ai plus eu de retour. C'était en mars 2016. »

— Ed Sheeran
Ce n'est qu'en mars 2017 qu'il est finalement recontacté par Emile Haynie. Après plusieurs mois, les deux artistes se retrouvent donc pour finaliser la collaboration.

## Promotion et diffusion

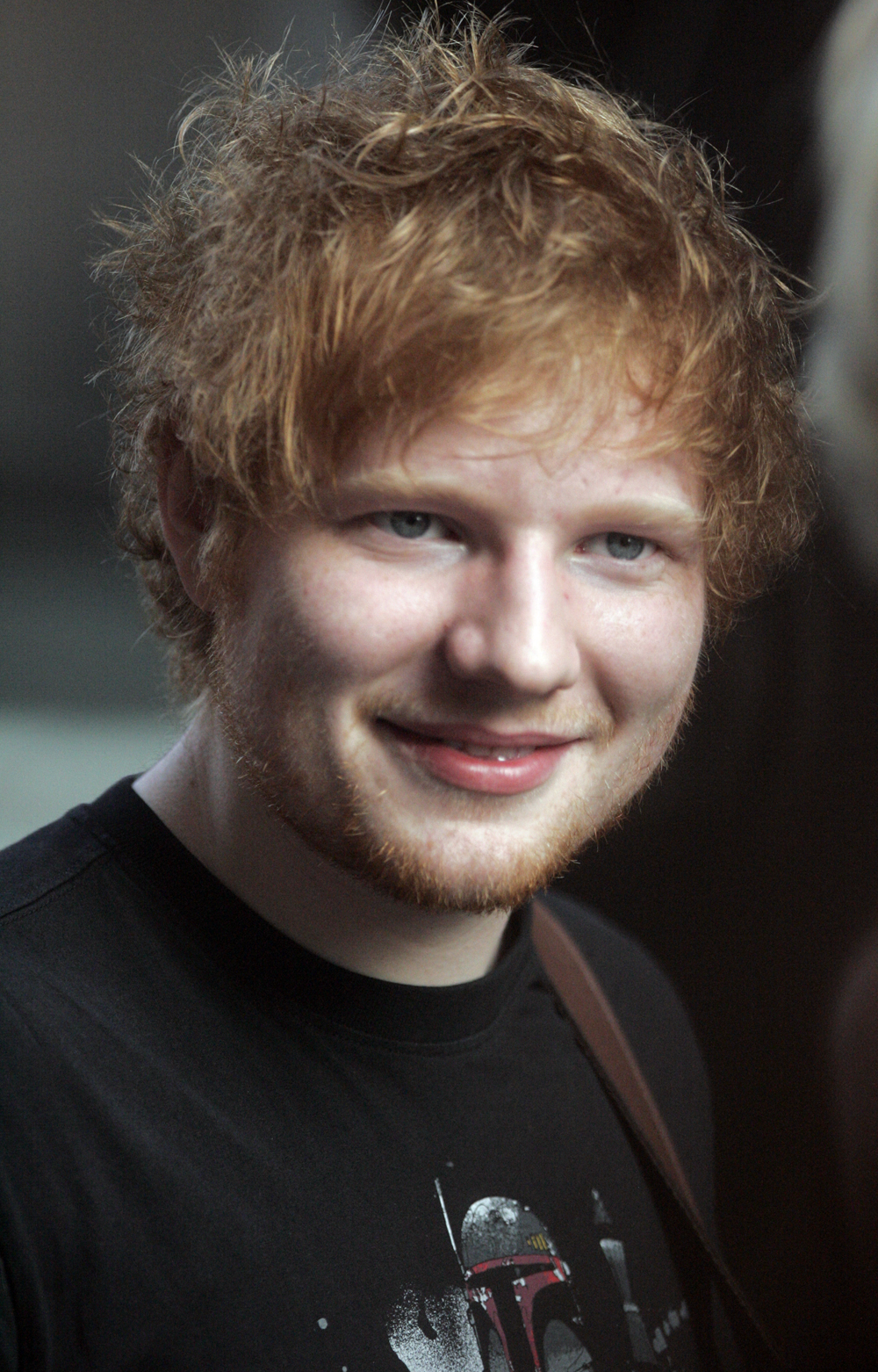
Ed Sheeran

La chanson sort en radio le 5 janvier 2018. Une version audio est mise en ligne sur la chaîne YouTube officielle d'Eminem le 14 décembre 2017. Au 20 janvier 2018, la vidéo totalise sur le site plus de 60 millions de vues et 1 million de likes,. 

## Clip
Le clip est réalisé par le Britannique Emil Nava (en). Il est publié le 14 février 2018.

## Classements hebdomadaires
| Classement (2017-2018)                  | Meilleure position |
| --------------------------------------- | ------------------ |
| Allemagne (Media Control AG)            | 2                  |
| Australie (ARIA)                        | 2                  |
| Autriche (Ö3 Austria Top 40)            | 1                  |
| Belgique (Flandre Ultratop 50 Singles)  | 12                 |
| Belgique (Wallonie Ultratop 50 Singles) | 3                  |
| Canada (Hot 100)                        | 3                  |
| Danemark (Tracklisten)                  | 3                  |
| Écosse (OCC)                            | 1                  |
| Espagne (PROMUSICAE)                    | 57                 |
| États-Unis (Hot 100)                    | 11                 |
| États-Unis (R&B/Hip-Hop Songs)          | 5                  |
| États-Unis (Pop Airplay)                | 22                 |
| États-Unis (Rhythmic Songs)             | 21                 |
| Finlande (Suomen virallinen lista)      | 2                  |
| France (SNEP)                           | 26                 |
| Hongrie (Rádiós Top 40)                 | 8                  |
| Irlande (IRMA)                          | 2                  |
| Italie (FIMI)                           | 8                  |
| Norvège (VG-lista)                      | 1                  |
| Nouvelle-Zélande (RMNZ)                 | 3                  |
| Pays-Bas (Nederlandse Top 40)           | 3                  |
| Pays-Bas (Single Top 100)               | 5                  |
| Pologne (ZPAV)                          | 29                 |
| Portugal (AFP)                          | 5                  |
| Tchéquie (IFPI Singles Digitál)         | 4                  |
| Royaume-Uni (UK Singles Chart)          | 1                  |
| Royaume-Uni (UK R&B Chart)              | 1                  |
| Slovaquie (IFPI Rádio)                  | 11                 |
| Suède (Sverigetopplistan)               | 1                  |
| Suisse (Schweizer Hitparade)            | 2                  |